# Мясник со Скид Роу
Мясник со Скид Роу (англ. Skid row stabber) — прозвище  неустановленного американского серийного убийцы, ответственного за убийство 11 человек на территории печально известного района Лос-Анджелеса под названием «Скид Роу», где на протяжении нескольких десятилетий обосновалась социальная группа бездомных, представители которых подвержены большой виктимности. В качестве оружия преступник использовал нож.

## Серия убийств
Серия убийств началась утром 23 октября 1978 года. В качестве жертв убийца выбирал преимущественно бездомных, чьи трупы затем сбрасывал в переулках разных улиц, расположенных недалеко друг от друга. Первой жертвой серийного убийцы стал 50-летний Джесси Мартинез. 29 октября преступник убил свою вторую жертву, 32-летнего Хосе Кортеса. На следующий день было найдено тело 46-летнего Брюса Дрейка. 4 ноября неизвестный убил 65-летнего Г.П. Хендерсона, после чего 9 ноября совершил нападение на 
Дэвида Мартина Джонса возле городской публичной библиотеки в самом центре делового квартала Лос-Анджелеса, в ходе которого Джонс был убит. Через 2 дня, 11 ноября 1978 года, неизвестный зарезал 57-летнего Франсиско Родригеза. На следующий день серийный убийца совершил двойное убийство, жертвами которого стали 36-летний Фрэнк Ллойд Рид и 49-летний Августин Луна. 17 ноября убийца зарезал 35-летнего Мелфорда Флетчера. Через 6 дней серийный убийца совершил свое очередное убийство. На этот раз жертвой стал 45-летний Фрэнк Гарсия, тело которого было найдено 23 ноября 1978 года недалеко от здания мэрии города. Несмотря на то, что убийство произошло в престижном районе города при большом скоплении людей в округе, убийце удалось незамеченным покинуть место преступления. Свидетелей убийства найдено не было, но рядом с телом Гарсии был найден отпечаток мужской руки, который по версии следствия мог оставить убийца. Последним подтвержденным убийством «Мясника со Скид Роу» стало убийство 26-летнего Луиса Альвареза, который был зарезан 21 января 1979 года.

## Расследование
В ходе расследования нашлись свидетели  убийства Дэвида Джонса. Трое друзей погибшего заявили в полицию, что неизвестный перед тем как совершить убийство, несколько минут разговаривал с ними, после чего подошел к Джонсу и нанес ему ножевые ранения. В изложении свидетелей убийства, преступником был чернокожий мужчина в возрасте 30 лет, говоривший с пуэрто-риканским акцентом, представившийся Лютером. Через 3 месяца, в январе 1979 года в туалете здания  Автовокзала Лос-Анджелеса была обнаружена надпись "Меня зовут Лютер, и я убиваю их, чтобы избавить от страданий (англ. "My name is Luther, I kill wino's to put them out of their misery."). Рядом с телом одной из жертв Фрэнка Гарсии был найден отпечаток ладони мужчины, который по версии следствия мог оставить убийца.

## Подозреваемый
В ходе расследования под подозрение полиции попало несколько человек. В начале 1979 года судебно-дактилоскопическая экспертиза показала соответствие отпечатков пальцев ладони обнаруженной рядом с телом жертвы Фрэнка Гарсии, с отпечатками пальцев 29-летнего Бобби Джо Максвелла. Освободившись из тюрьмы в штате Теннесси, Лонг приехал в Лос-Анджелес в 1977 году. Перебиваясь случайными заработками, Максвелл много свободного времени проводил в районе Скид Роу с представителями маргинальных слоев общества. В декабре 1978 года он, демонстрируя девиантное поведение по отношению к спящим бездомным, был арестован по обвинению в нарушении общественного порядка. Во время его ареста у него был изъят нож. Он был осужден и несколько недель провел в окружной тюрьме. Максвелл вышел на свободу  за три дня до того, как "Мясник со Скид Роу" по версии следствия совершил свое последнее убийство. По странному стечению обстоятельств, "Мясник со Скид-Роу" в период нахождения Максвелла в заключении не совершил ни одного убийства. На основании этих фактов в апреле 1979 года Максвелл был арестован по подозрению в совершении убийств. 
После ареста апартаменты Максвелла были подвергнуты обыску, в ходе которого была изъята его одежда, обувь, дневники и письма. Изучив и анализировав содержимое записей, следствие заявило, что Максвелл был приверженцем сатанизма. Судебное разбирательство по разным причинам растянулось на 5 лет. Судебный процесс начался в начале 1984 года. Ключевым свидетелем обвинения на процессе стал преступник с большим криминальным стажем, 37-летний Сидней Сторч, который в 1983 году, в течение 3 недель был сокамерником Максвелла. На суде Сторч заявил, что Максвелл неоднократно признавался в совершении убийств бездомных и детально описывал их. Помимо показаний Сторча и свидетелей убийства Дэвида Джонса, следствие установило, что Максвелл имел нож, ширина и длина которого были идентичны параметрам орудия убийства, которое использовал серийный убийца. Также в ходе судебного разбирательства была проведена графологическая экспертиза, на основании результатов которой следствие пыталось доказать, что именно Максвелл оставил запись в туалете здания автовокзала, содержащую признание в убийствах. На основании этих не совсем достоверных показаний, неубедительных доказательств и весьма косвенных улик, Бобби Максвелл в конце 1984 года был признан виновным в совершении двух убийств и получил наказание в виде пожизненного лишения свободы без права на условно-досрочное освобождение. Несмотря на то, что вещественных доказательств причастности его к другим убийствам найдено не было, общественность и СМИ возложили на него ответственность за совершение всех 11 убийств, благодаря чему на долгие годы Максвелл был идентифицирован как Мясник со "Скид Роу".

## Дальнейшие события
Споры о  виновности Бобби Максвелла велись несколько десятилетий. Сам Максвелл свою вину не признал и в течение последующих 30 лет  регулярно подавал апелляции. В 2010 году адвокаты Максвелла смогли доказать, что свидетели убийства одной из жертв Дэвида Джонса  не смогли идентифицировать Максвелла как его убийцу и дали на суде ложные показания, находясь под давлением следствия. В ходе расследования было установлено, что Сидней Сторч, долгие годы бывший полицейским осведомителем, в 1980-е годы стал злоупотреблять своим положением и в ряде судебных процессов давал ложные показания из корыстных побуждений, благодаря чему как минимум в 6 случаях его показания стали считаться недействительными и недостоверными. На основании этих фактов, в 2010 году апелляционный суд отменил приговор Бобби Максвеллу и направил его дело на пересмотр. 
В конце 2017 года Максвелл пережил тяжелый сердечный приступ, от последствий которого впал в кому. В ходе нового судебного разбирательства прокуратура округа Лос-Анджелеса сняла все обвинения с Бобби Максвелла, после чего в августе 2018 года решением суда Максвелл был признан невиновным в совершении убийств, а его осуждение и факт 39-летнего заключения в тюрьме — признал судебной ошибкой. Сам Максвелл умер в апреле 2019 года, так и не придя в сознание и не узнав о факте своего освобождения. Личность серийного убийцы по-прежнему не установлена.

## Другие убийцы со Скид Роу
- Вон Гринвуд
- Майкл Плэйер